# Петер Ганс Кольвенбах
Петер Ганс Кольвенбах ТІ (нід. Peter Hans Kolvenbach; 30 листопада 1928, Дрютен — 26 листопада 2016, Бейрут) — генерал Товариства Ісуса, двадцять дев'ятий за рахунком настоятель ордену і одинадцятий після його відновлення в 1814 році.

## Біографія
Народився в селищі Дрютен біля Неймегена (Нідерланди). Вступив до новіціяту єзуїтів у 1948 році. Вивчав філософію і лінгвістику в Неймегені, потім був посланий до Лівану, де отримав докторський ступінь з богослов'я в єзуїтському Університеті Святого Йосифа в Бейруті. У 1961 році висвячений на католицького священника вірменського обряду (о. Кольвенбах мав вірменське коріння).
Наступні два десятиліття займався викладацькою діяльністю в Гаазі, Парижі та Бейруті, викладав лінгвістику і вірменську мову. Став професором лінгвістики Університету Святого Йосифа. У 1981 році призначений ректором Папського східного інституту в Римі (до 13 вересня 1983).
У 1981 році генерал ордену Педро Аррупе подав у відставку після важкого інсульту. Папа Іван Павло II призначив священника Паоло Децца тимчасовим виконувачем обов'язків глави єзуїтів. У 1983 році була скликана Генеральна конгрегація Товариства Ісуса, на якій була прийнята відставка Педро Аррупе, а новим главою ордену обраний Петер Ганс Кольвенбах.
2 лютого 2006 року Кольвенбах повідомив членів Товариства Ісуса, що за згодою папи Бенедикта XVI подасть у відставку в 2008 році, коли йому виповниться 80 років. Він виконав цей намір, таким чином він, його попередник і його наступник — єдині генерали єзуїтів, які не перебували на своїй посаді до смерті.
35 Генеральна конгрегація Товариства в січні 2008 року прийняла відставку Петера Ганса Кольвенбаха і вибрала його наступником Адольфо Ніколаса.
Помер у Бейруті 26 листопада 2016 року.